# ده چانه
ده چانه، روستایی است از توابع بخش زند شهرستان ملایر در استان همدان ایران است.

## جمعیت
این روستا در دهستان کمازان وسطی قرار دارد و براساس سرشماری مرکز آمار ایران در سال۱۴۰۱ ، جمعیت آن ۲۱۸۹ نفر( 583خانوار) بوده‌است.
این روستا بر پایه کوهای بلند و از اب و هوایی بسیار کوهستانی میباشد و دارای دو دشت وسیع مثل (حمار) و ( نسار پهنه) میباشد !
این روستا دارای سه قنات بزرگ به نام های  دوشطان و حمار و پادرخت میباشد !
دهچانه بیشتر از 8 چشمه دارد که دو تا از این چشمه ها در داخل روستا میباشد مثل  کهریز و گلال !